# Pentax P5
Pentax «P5» (другое название «P50») — малоформатный однообъективный зеркальный фотоаппарат, производившийся с 1986 до 1989 года в чёрном исполнении.

## Основные характеристики
- Режимы: M(ручной), Av (приоритет диафрагмы), Pdepth и Pspeed[1] (режим программной линии). Экспокоррекция реализуется, соответственно, путём изменения положения диафрагмы или выдержки).
- Экспокоррекция ±3 EV с шагом — ½ EV.
- Репетир диафрагмы.
- Блокировка экспозамера.
- Электронный затвор из металлических шторок с вертикальным ходом 1 — 1/1000 сек, В.
- Питание 2 × 1,5 Вольта (A76, SR44, LR44).
- Ручная протяжка плёнки с возможностью подключения вайндера MEII или электропривод-A.
- Встроенный экспонометр.
- Отображение выдержки в видоискателе.
- Автоспуск — 12 сек.
- Внешний информационный жидкокристаллический дисплей на верхней панели.

## Совместимость
Как и любая другая камера Pentax оснащённая байонетом KA, «P5» может работать с любыми объективами Pentax. Необходимо лишь учесть тот факт, что существуют объективы рассчитанные для использования с APS-C-камерами. Такие объективы дадут сильнейшее виньетирование.